# 强迫喂食

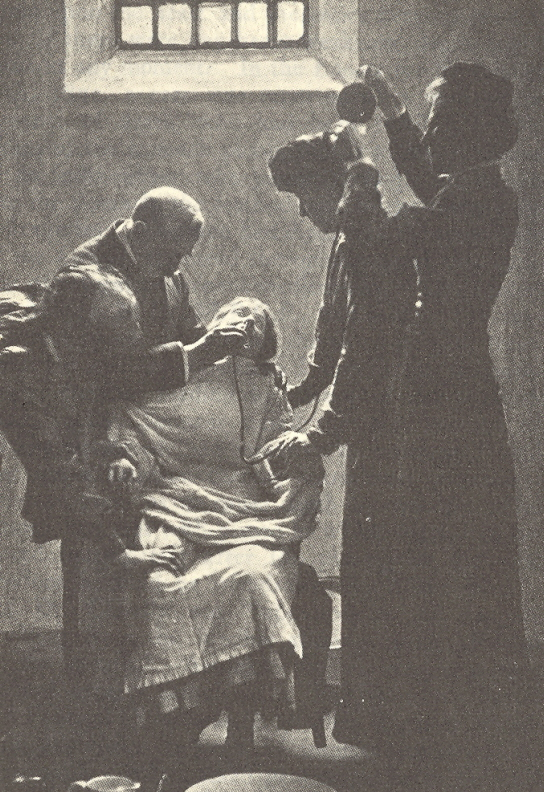
20世纪初，英国霍洛韦监狱，对一名要求女性參政權的絕食罢工者进行强迫喂食的场景

强迫喂食 （英語：force-feeding）指违反其意愿，对人或动物进行强行喂食的行为。
其中常见的一种方法，“管饲法”（法語：gavage，發音：[ɡavaʒ] ⓘ），指的是将营养物质通过一个小塑料管插入鼻孔（鼻胃管）或嘴（口胃管）输入到对象的食道与胃中。

## 对人进行强迫喂食
有些地方会对被囚禁或逮捕的绝食抗议者进行强迫喂食。

## 对养殖的动物进行强迫喂食

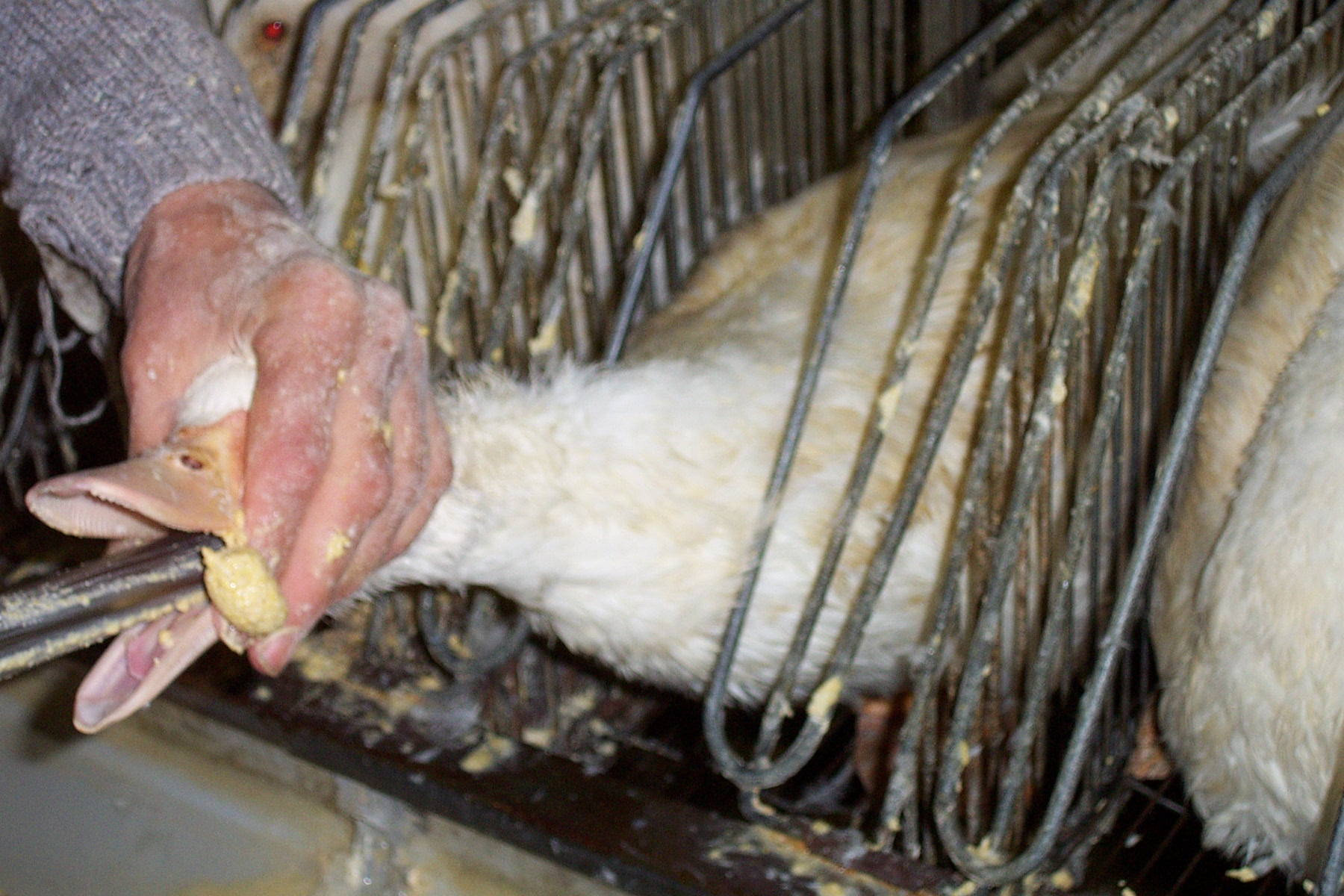
一只为获取其肥肝，正在被强行喂饲玉米的骡鸭

强迫喂食用于在屠宰动物之前，为获取更多、更肥的肉，对其进行强迫喂食。例如为获取肥肝，对鸭或鹅进行强行喂饲。以及為用於祭典的賽大豬等。
中文中，对鸭进行强行喂饲的方法叫做填鸭法。公元1502年（明朝年间），出现了填食肥育的填鸭法。现代又由该词衍生出了“填鸭式教育”一词，即应试教育。